# Hubert Gercke
Hubert Gercke (Nikolaiken, 1º aprile 1881 – Görlitz, 7 dicembre 1942) è stato un generale tedesco della Wehrmacht durante la seconda guerra mondiale.

## Biografia
Hubert Gercke entrò nell'esercito imperiale tedesco il 22 marzo 1899 come cadetto nel 1º battaglione cacciatori presso Ortelsburg. Il 16 novembre 1899, venne nominato Fähnrich, ed il 18 agosto 1900 venne promosso tenente. Il 18 ottobre 1909, divenne aiutante del comandante del suo battaglione. Con la sua promozione a capitano il 1º ottobre 1913, Hubert Gercke entrò nello stato maggiore del suo battaglione.
Con lo scoppio della prima guerra mondiale e la mobilitazione generale, Hubert Gercke venne impiegato per la prima volta in campo aperto col suo battaglione sul fronte orientale nella battaglia di Lahna e d'Orlau il 23 e 24 agosto 1914. L'anno successivo, divenne comandante di una compagnia, poi di battaglione ed ijnfine il 16 gennaio 1917 divenne comandante aggiunto del 446º reggimento di fanteria. Restò con tale reggimento sino alla fine della guerra ed al suo scioglimento nel dicembre del 1918 a Olsztyn.
Nell'ottobre del 1919, passò al 39º reggimento di fanteria e un anno più tardi divenne comandante di una compagnia del 2º reggimento di fanteria a Olsztyn. Il 1º ottobre 1921, entrò nello stato maggiore del 1º battaglione e venne promosso maggiore dal 1º luglio 1922. A partire dal 1º ottobre 1927, Hubert Gercke venne impiegato come istruttore alla scuola di fanteria di Dresda e venne promosso al rango di tenente colonnello dal 1º febbraio 1928. Il 1º febbraio 1931 venne promosso colonnello e comandante del 6º reggimento di fanteria di stanza a Lubecca. Il 1º ottobre 1933 venne promosso maggiore generale e poi tenente generale dal 1º giugno 1935 quando gli venne affidato il comando della 2ª divisione di fanteria di stanza a Stettino. Il 31 marzo 1937, venne promosso General der Infanterie e venne ritirato dal servizio attivo, passando in riserva.
Con lo scoppio della seconda guerra mondiale, Hubert Gercke riprese servizio attivo ed il 22 maggio 1940 ottenne il comando della 278ª divisione di fanteria. A partire dal luglio del 1940, Gercke divenne nuovamente ufficiale di riserva e poi comandante della Divisionsstab z.b.V. 401 sino al 25 settembre 1941. Il 10 gennaio 1942, venne nominato comandante responsabile dei prigionieri di guerra nel distretto militare di Wehrkreis I, di base a Königsberg. Appena un mese dopo, Gercke ottenne il comando della Division Nr. 148 sino al 2 aprile 1942 quando venne posto nuovamente in riserva. Venne pensionato definitivamente il 30 giugno 1942, morendo nel dicembre di quello stesso anno.
Suo fratello Rudolf Gercke fu anch'egli un generale dell'esercito tedesco nel corso della seconda guerra mondiale.